# 영월군·평창군·정선군
영월군·평창군·정선군은 대한민국의 옛 국회의원 선거구이다. 당시 강원도 영월군, 평창군, 정선군 지역을 관할했다.

## 역사
제9대 국회의원 선거를 앞두고 영월군·정선군 선거구에 평창군이 편입되면서 신설되었다.
제13대 국회의원 선거를 앞두고 영월군·평창군 선거구와 정선군 선거구로 각각 분리되면서 폐지되었다.

## 역대 국회의원
| 선거   | 정당 | 정당       | 1위 의원 | 정당 | 정당       | 2위 의원 |
| ------ | ---- | ---------- | -------- | ---- | ---------- | -------- |
| 1973년 |      | 신민당     | 엄영달   |      | 민주공화당 | 장승태   |
| 1978년 |      | 민주공화당 | 장승태   |      | 신민당     | 엄영달   |
| 1981년 |      | 민주정의당 | 심명보   |      | 민주한국당 | 고영구   |
| 1985년 |      | 민주정의당 | 심명보   |      | 한국국민당 | 신민선   |

## 역대 선거 결과

### 대한민국 제9대 국회의원 선거
|  | 44.35% |

|  | 28.94% |

|  | 14.63% |

|  | 7.52% |

|  | 4.53% |

### 대한민국 제10대 국회의원 선거
|  | 51.01% |

|  | 34.37% |

|  | 7.86% |

|  | 6.74% |

### 대한민국 제11대 국회의원 선거
|  | 35.58% |

|  | 15.74% |

|  | 13.81% |

|  | 12.38% |

|  | 9.22% |

|  | 5.28% |

|  | 4.24% |

|  | 3.73% |

### 대한민국 제12대 국회의원 선거
|  | 39.98% |

|  | 22.17% |

|  | 18.13% |

|  | 17.86% |

|  | 1.83% |